# Brachaelurus waddi
Brachaelurus waddi (trong tiếng Anh gọi là blind shark, "cá mập mù") là một trong hai loài cá mập của họ Brachaeluridae, cùng với Brachaelurus colcloughi. Tìm thấy dọc theo bờ biển phía đông Úc, chúng sống về đêm, ở tầng đáy và phổ biến ở vùng nhiều đá hay vùng nền cỏ biển tại khu vực bãi triều có độ sâu 140 m (460 ft). Nó đôi khi cũng lạc vào hồ thủy triều nơi nó thể thể bị mắc vào khi triều rút, và chỉ có thể thoát ra khi triều lên. Loài này không hề mù; tên của nó trong tiếng Anh bắt nguồn từ hành vi nhắm mắt khi bị bắt khỏi nước.
Chúng trưởng thành ở chiều dài dưới 62–66 cm (24–26 in), B. waddi có cơ thể màu hơi nâu đến hơi xám với các đốm trắng và các sọc đậm phai dần khi lớn lên. Đầu rộng, dẹp với mắt ở trên cùng và đôi râu dài bên dưới. Nó có vây ngực lớn, hai vây lưng kích thước gần bằng nhau nằm trên lưng, và một vây hậu môn nằm gần vây đuôi. Chúng ăn chủ yếu là động vật không xương sống nhỏ và cá xương. Nó noãn thai sinh, con cái đẻ một lứa khoảng 7–8 con non vào mùa hè. B. waddi có thể dễ dàng thích nghi với môi trường nuôi nhốt. Nó không thích hợp làm cá kinh tế hay cá thể thao. Do không có mối đe dọa lớn tới quần thể của chúng, Liên minh Bảo tồn Thiên nhiên Quốc tế liệt kê nó là loài ít quan tâm.

## Phân loại và phát sinh loài
Hai nhà tự nhiên học người Đức Marcus Elieser Bloch và Johann Gottlob Schneider ban đầu mô tả loài này là Squalus waddi, trong Systema Ichthyologiae năm 1801. Tuy nhiên, tuy nhiên không chắc chắn họ hàng tên này để chỉ Brachaelurus waddi hay cá mập tre vằn (Chiloscyllium punctatum), vì tên được dựa trên một bức tranh của John Latham không thể xắc định được vị trí. Năm 1907, James Douglas Ogilby đặt ra chi Brachaelurus cho loài này, từ tiếng Hy Lạp brachys nghĩa là "ngắn", và ailouros nghĩa là "mèo". Năm 1973, Leonard Compagno đặt B. waddi và B. colcloughi trong họ của chính chúng (Brachaeluridae).
Nhiều nghiên cứu phát sinh loài, dựa trên hình thái học, kết luận rằng Brachaeluridae đại diện cho đơn vị phân loại chị em với Orectolobidae. Hóa thạch của chúng được tìm thấy từ Creta muộn (99.6–65.5 Ma) tại châu Âu, cũng như ở thế Pliocene (5.3–2.6 Ma) ở Chile và Peru. Một số loài Brachaelurus cũng được biết đến từ hóa thạch.

## Phân bố và môi trường sống

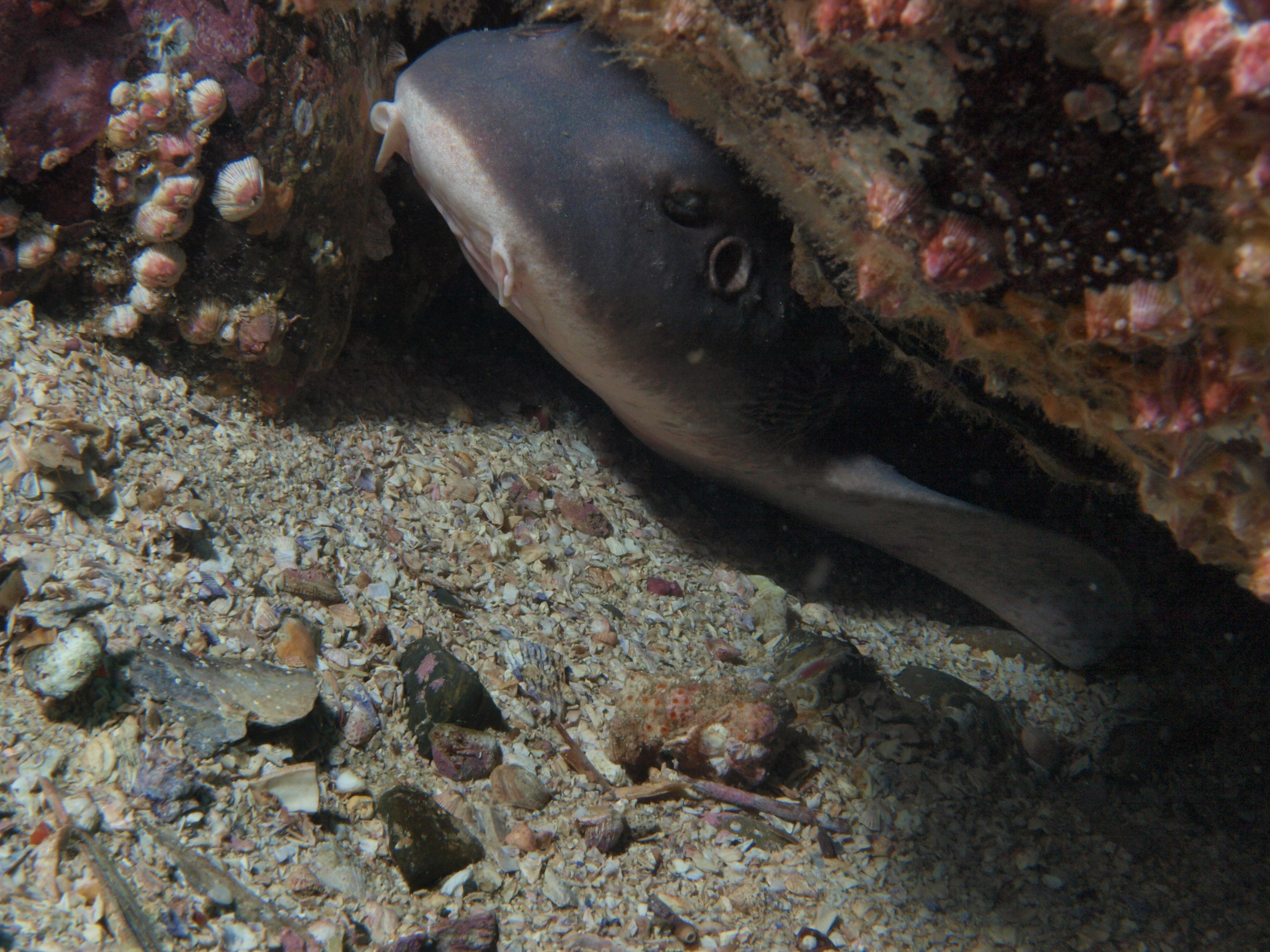

Phân bố của B. waddi bị hạn chế ở vùng bờ biển miền đông nước Úc, từ Mooloolaba ở nam Queensland tới vịnh Jervis ở New South Wales; báo cáo xuất hiện ở Tây Úc và lãnh thổ Bắc Úc có thể là nhầm lẫn với cá mập tre vằn. Chúng nói chung sống ở đáy biển thềm lục địa tại khu vực bãi triều, gồm cả các hồ thủy triều đủ sâu để nói có thể ở, độ sâu 73 m (240 ft), mặc dù đã được ghi nhận ở độ sâu 140 m (460 ft). Môi trường ưa thích của chúng là vùng nhiều đá và nền cỏ biển; con non thường thấy ở vùng sóng lớn. Tại vịnh Nelson, loài cá mập này được quan sát nằm trên một con bọt biển có đỉnh mở.

## Sinh và sinh thái học
Trái với tên thông thường trong tiếng Anh, Brachaelurus waddi có tầm nhìn hoàn toàn đầy đủ. Nó được đặt tên như thế vì nó nhắm mắt khi ra khỏi mặt nước. Loài này có thể sống 18 giờ mà không có nước, giúp nó sống sót khi bị mắc cạn khi triều rút. Chúng ẩn thân và khá chậm chạp vào ban ngày, con trưởng thành thường trốn trong hang hay đá ngầm còn con non trong các kẻ đá. Ban đêm, nó bởi khỏi nơi trú ẩn và săn động vật không xương sống nhỏ (cua, tôm, cephalopoda, và hải quỳ) và cá xương.

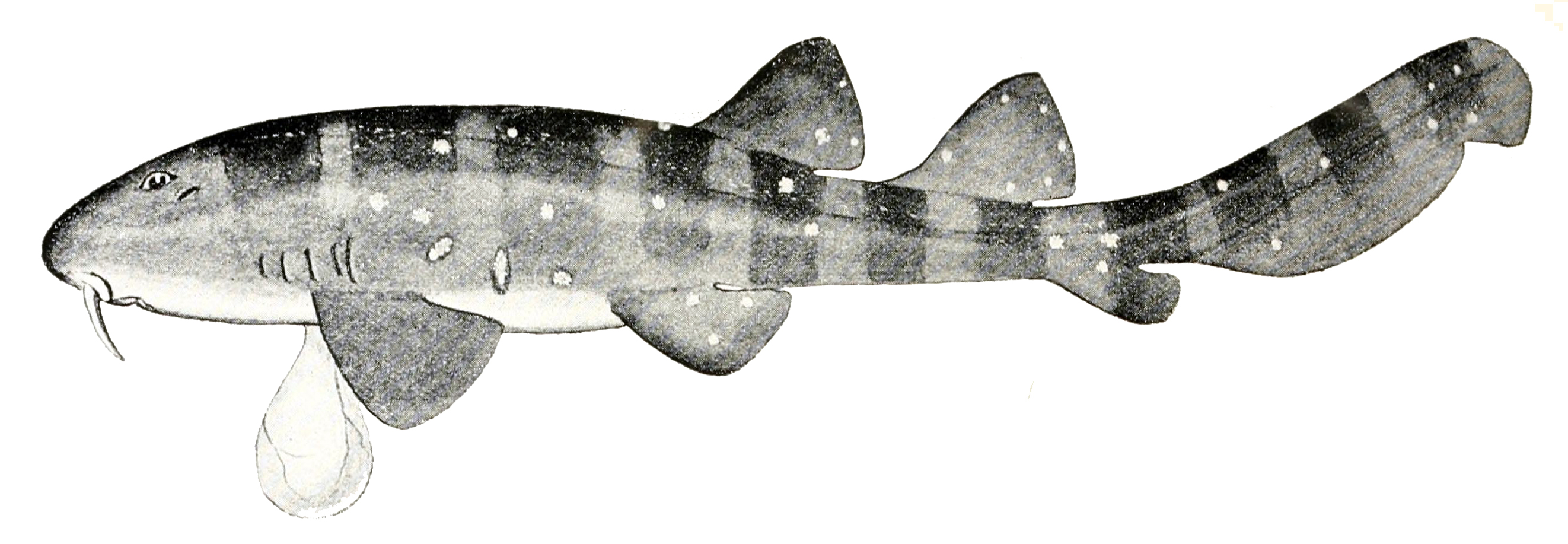
Minh họa một bào thai B. waddi, với túi noãn hoàng chưa hấp thu hết.

Có lẽ loài này sinh sản thường niên. Vào mùa hè, con cái đẻ mỗi lứa 7–8 con; con non dài 15–18 cm (5,9–7,1 in). Thành thục sinh dục khi đạt chiều dài dưới 62 cm (24 in) đối với con đực, và 66 cm (26 in) ở con cái. Trong điều kiện tự nhiên, loài này có thể sống gần 20 năm. Ký sinh trùng trên cá mập mù là một loài sán dây chưa được mô tả trong chi Carpobothrium.

## Với con người
B. waddi nói chung vô hại với con người, mặc dù nó có thể cắn nếu thấy bị đe dọa hay khiêu khích. Có trường hợp chúng cắn và giữ chặt đồ lặn ngay cả khi đã lên khỏi mặt nước.
Loài này là một trong số ít cá mập thích hợp cho việc nuôi trong môi trường nhân tạo, vì nó dễ sống, kích thước nhỏ, và có thói quen ít di chuyển, mặc dù hoạt động về đêm nhưng bản tính ẩn dật của nó làm cho nó khó quan sát. Brachaelurus waddi đã được cho sinh sản thành công trong môi trường nuôi nhốt, Công viên thủy sinh Sydney đã thành công trong việc duy trì bầy sinh sản.
Loài này không được đánh bắt thương mại, vì thịt nó nặng mùi giống Ammoniac và khó khử. Chúng mắc lưới một cách tình cờ bởi các lưới rà của ngư dân ở Queensland và New South Wales. Việc đánh bắt loài cá mập này cho mục đích bán làm cảnh chưa được biết đến, nhưng không được cho là nghiêm trọng. Liên minh Bảo tồn Thiên nhiên Quốc tế (IUCN) liệt kê nó là loài ít quan tâm, chúng còn khá nhiều và không có mối nguy hiểm nào quá lớn. Phân bố của Brachaelurus waddi đang lấn vào một số khu bảo tồn biển (MPA) hiện nay.